# Embd
Embd (walliserdeutsch Äämd) ist eine Munizipalgemeinde und eine Burgergemeinde im Bezirk Visp sowie eine Pfarrgemeinde des Dekanats Visp im deutschsprachigen Teil des Schweizer Kantons Wallis.

## Geographie
Embd liegt im vorderen Teil des Mattertals. Embd ist ein recht steiles Dorf mit einem durchschnittlichen Gefälle von 55 % bzw. 29°.
Der Ort ist durch eine schmale Strasse von Stalden und durch die Luftseilbahn von Kalpetran zu erreichen.

## Namenkunde
Der Ortsname ist womöglich vom althochdeutschen āmāt abgeleitet, was so viel wie «zweiter Heuschnitt» bedeutet.

## Bevölkerung
| Bevölkerungsentwicklung | Bevölkerungsentwicklung | Bevölkerungsentwicklung | Bevölkerungsentwicklung | Bevölkerungsentwicklung | Bevölkerungsentwicklung | Bevölkerungsentwicklung | Bevölkerungsentwicklung | Bevölkerungsentwicklung | Bevölkerungsentwicklung | Bevölkerungsentwicklung | Bevölkerungsentwicklung |
| ----------------------- | ----------------------- | ----------------------- | ----------------------- | ----------------------- | ----------------------- | ----------------------- | ----------------------- | ----------------------- | ----------------------- | ----------------------- | ----------------------- |
| Jahr                    | 1798                    | 1850                    | 1900                    | 1941                    | 1950                    | 1970                    | 2000                    | 2010                    | 2012                    | 2014                    | 2016                    |
| Einwohner               | 149                     | 204                     | 263                     | 431                     | 395                     | 420                     | 353                     | 315                     | 311                     | 304                     | 300                     |

## Kalpetranquarzit

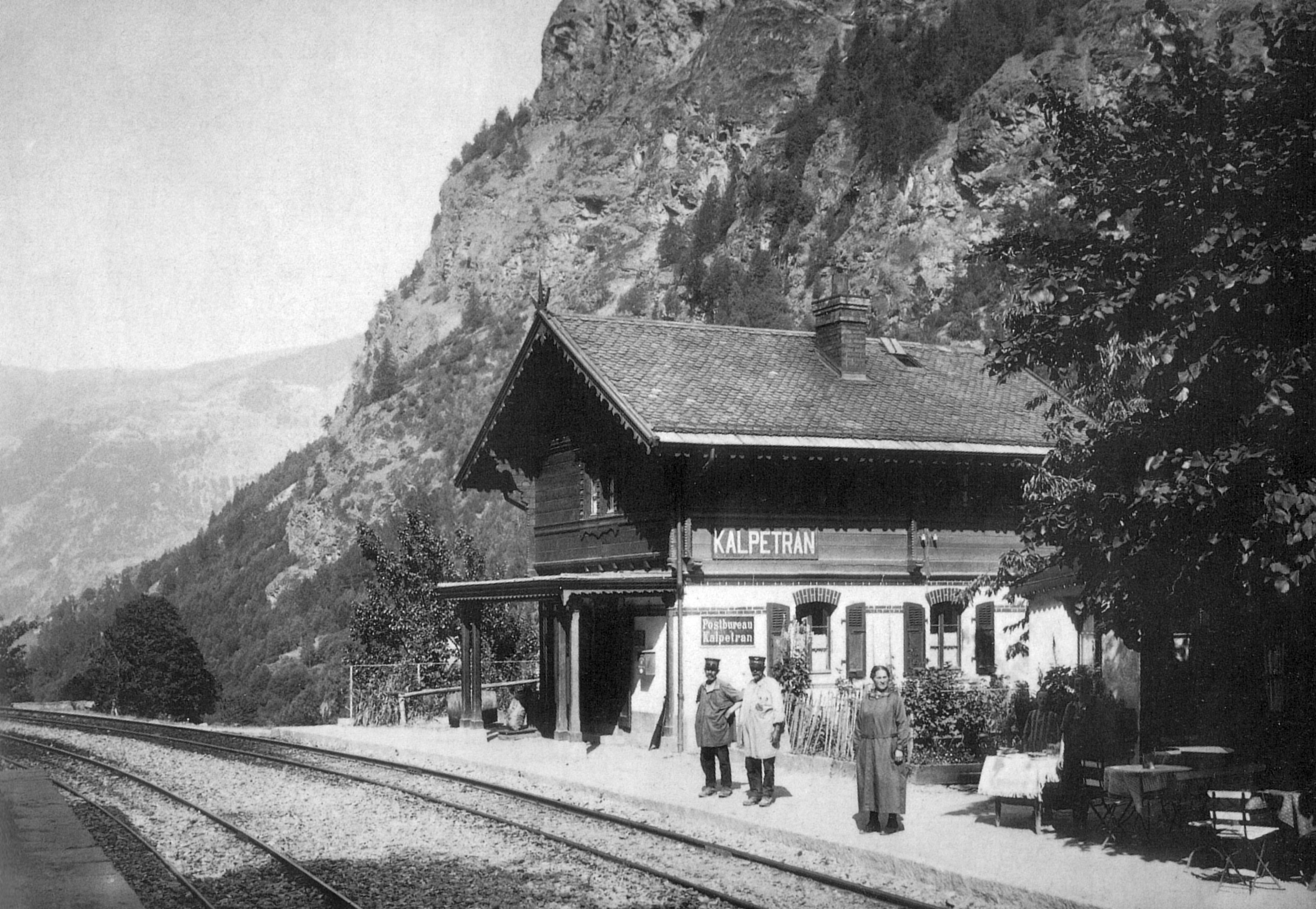
Bahnhof Kalpetran, Aufnahme um 1891

Bei der Ortschaft Embd wurde am Wäng von 1945 bis 1993 kommerziell ein grüner Plattenquarzit abgebaut, der in der Regionalarchitektur eine herausgehobene Bedeutung besitzt. Er ist auch nach seinem Verladeort Kalpetran, einem Ortsteil von Embd und Haltepunkt der Brig-Visp-Zermatt-Bahn, als Kalpetranquarzit bekannt. Erster Konzessionsnehmer war der Bergführer und Unternehmer Erwin Lochmatter.

## Wandern und Bergsteigen
Über den Weiler Schalb kann der Höhenweg Moosalp–Jungen erreicht werden.

## Partnergemeinde
Partnergemeinde ist die Luzerner Gemeinde Ebikon.